# Amastra cornea
Amastra cornea fue una especie de molusco gasterópodo de la familia Amastridae en el orden Stylommatophora.

## Distribución geográfica
Fue endémica de los Estados Unidos.